# Bâtisseurs de l'Adytum
 (février 2023).
La mise en forme du texte ne suit pas les recommandations de Wikipédia : il faut le « wikifier ».
Les points d'amélioration suivants sont les cas les plus fréquents. Le détail des points à revoir est peut-être précisé sur la page de discussion.
- Les titres sont pré-formatés par le logiciel. Ils ne sont ni en capitales, ni en gras.
- Le texte ne doit pas être écrit en capitales (les noms de famille non plus), ni en gras, ni en italique, ni en « petit »…
- Le gras n'est utilisé que pour surligner le titre de l'article dans l'introduction, une seule fois.
- L'italique est rarement utilisé : mots en langue étrangère, titres d'œuvres, noms de bateaux, etc.
- Les citations ne sont pas en italique mais en corps de texte normal. Elles sont entourées par des guillemets français : « et ».
- Les listes à puces sont à éviter, des paragraphes rédigés étant largement préférés. Les tableaux sont à réserver à la présentation de données structurées (résultats, etc.).
- Les appels de note de bas de page (petits chiffres en exposant, introduits par l'outil «  Source ») sont à placer entre la fin de phrase et le point final[comme ça].
- Les liens internes (vers d'autres articles de Wikipédia) sont à choisir avec parcimonie. Créez des liens vers des articles approfondissant le sujet. Les termes génériques sans rapport avec le sujet sont à éviter, ainsi que les répétitions de liens vers un même terme.
- Les liens externes sont à placer uniquement dans une section « Liens externes », à la fin de l'article. Ces liens sont à choisir avec parcimonie suivant les règles définies. Si un lien sert de source à l'article, son insertion dans le texte est à faire par les notes de bas de page.
- La présentation des références doit suivre les conventions bibliographiques. Il est recommandé d'utiliser les modèles {{Ouvrage}}, {{Chapitre}}, {{Article}}, {{Lien web}} et/ou {{Bibliographie}}. Le mode d'édition visuel peut mettre en forme automatiquement les références.
- Insérer une infobox (cadre d'informations à droite) n'est pas obligatoire pour parachever la mise en page.

Pour une aide détaillée, merci de consulter Aide:Wikification.
Si vous pensez que ces points ont été résolus, vous pouvez retirer ce bandeau et améliorer la mise en forme d'un autre article.
Les Bâtisseurs de l'Adytum (Builders of the Adytum, également orthographié B.O.T.A, BotA ou B.o.t.A.) est une école de la tradition du mystère occidental basée à Los Angeles qui est enregistrée en tant qu'organisation religieuse à but non lucratif aux États-Unis. Elle a été fondée par Paul Foster Case et  trouve ses racines à la fois dans l'Ordre hermétique de l'Aube dorée et dans le système maçonnique des loges bleues. Elle a par la suite été développée par Ann Davies.
Cette organisation dispense son enseignement par correspondance sur divers thèmes : la psychologie ésotérique, le tarot occulte, la Kabbale hermétique, l'astrologie et les techniques de méditation. Elle organise également des rituels à la demande et des groupes d'étude, dont certains ouverts au public.
Elle compte environ 5 000 membres dans le monde.

## Origines du nom
« Adytum » est le mot latin qui désigne un « sanctuaire intérieur » comme l'était le saint des saints du temple de Jérusalem et « bâtisseurs » a été choisi par analogie au charpentier de Nazareth, Jésus, dont certains membres de la BOTA croient qu'il était initié aux mystères de la construction du temple sans faire usage de ses mains (Évangile selon Marc 14:58).

## Histoire
L'Ordre a été fondé en 1922 par Paul Foster Case. Case était un membre senior de l'Ordre Hermétique de l'Aube Dorée aux États-Unis. Après un désaccord avec Moina Mathers, cheffe de l'Aube dorée et veuve de MacGregor Mathers. Il quitta l'Aube dorée avec quelques anciens membres afin de former un ordre séparé.
Avec la mort de Paul Foster Case, sa secrétaire Ann Davies a pris la tête des Bâtisseurs de l'Adytum, étendant l'ordre à l'Europe et à l'Australie.

## Croyances
Les Bâtisseurs de l'Adytum croient que la Kabbale est à l'origine à la fois du judaïsme ancien et du christianisme originel. Les personnes de toutes confessions sont acceptées si elles sont ouvertes à l'ésotérisme.
Pour les membres de l'organisation, pour parvenir à une conscience supérieure et à l'éveil spirituel il faut associer la théorie et la pratique. Ces enseignements sont qualifiés de Sagesse Sans âge car ils ne seraient pas sensibles aux mutations du temps. La Sagesse Sans âge ne serait pas un produit de la pensée humaine. Elle aurait « écrite par Dieu sur la face de la nature » et serait toujours là pour que les hommes et les femmes de toutes les époques puissent la découvrir s'ils le peuvent.

## Organisations régionales
Les Bâtisseurs de l'Adytum ont des groupes d'étude et proposent des rituels de guérison dans de nombreuses villes du monde :
1. Nord-est des États-Unis
2. Midwest / Sud-est des États-Unis
3. Sud-ouest des États-Unis / Rocky Mt.
4. Nord-ouest des États-Unis
5. Californie du Sud / Arizona / Nevada
6. Amérique du Sud et Mexique
7. Australie et Nouvelle-Zélande
8. Europe

### Les Open Forum
Ces groupes sont ouverts à tous et offrent l'opportunité d'interagir avec ceux qui partagent un enseignement et une pratique spirituelles commune. Les objectifs de ces Open Forum sont de : 
- Développer l'Amour et l'Harmonie fraternelle,
- Développer une conscience supérieure,
- Incorporer les principes de la Sagesse Sans âge dans la vie quotidienne,
- Apprendre à apprécier ensemble le fonctionnement de la Volonté Unique (la volonté de Dieu),
- Fournir une porte ouverte aux Mystères à tous ceux qui les recherchent sincèrement[3].

ils existent sous deux formes : en présentiel ou en ligne.

### Rituels de groupe
Le travail rituélique de groupe, inspiré de l'ésotérisme occidental est ouvert uniquement aux membres de l'organisation. Il se réalise après l'initiation au Portique qui comprend un serment de secret. Son objectif est d'imprimer efficacement le symbolisme sur la psyché des aspirants par le biais d'une mise en scène dramatique mettant en mouvement les images du tarot B.O.T.A.

## Sources
- Hulse, David Allen. Les Mystères de l'Ouest . Publications Llewellyn ; 2e édition, 2002. (ISBN 978-1-56718-429-7) (ISBN 978-1-56718-429-7)